# Escut i bandera de la Torre d'en Doménec
L'escut i la bandera de la Torre d'en Doménec són els símbols representatius de la Torre d'en Doménec, municipi del País Valencià, a la comarca de la Plana Alta.

## Escut heràldic
L'escut oficial de la Torre d'en Doménec té el següent blasonament:
| « | Escut quadrilong de punta redona. En camp d'atzur, una torre quadrada del seu color, maçonada i aclarida de sable. Per timbre, una corona reial oberta. | » |

## Bandera
La bandera oficial de la Torre d'en Doménec té la següent descripció:
| « | Bandera de proporcions 2:3. De blau, al centre una torre quadrada del seu color, maçonada i aclarida de negre. | » |

## Història
L'escut s'aprovà per Resolució del 4 de desembre de 2002, del conseller de Justícia i Administracions Públiques, publicada en el DOGV núm. 4.408, del 30 de desembre de 2002.
La bandera s'aprovà per Resolució de 14 de febrer de 2017, del conseller de Presidència de la Generalitat, publicada en el DOGV núm. 7.987, de 24 de febrer de 2017.
La torre és un senyal parlant al·lusiu al nom de la localitat, i alhora representa l'edifici que hi havia a l'origen del poble, conegut com la Torre del Senyor o del Domenge, dins l'antic terme de les Coves de Vinromà. La vella torre, però, actualment ja no existeix.